# Bosgemzen
Bosgemzen (Capricornis) zijn een geslacht van zoogdieren uit de  familie van de holhoornigen (Bovidae). De wetenschappelijke naam van het geslacht werd in 1836 gepubliceerd door William Ogilby.

## Soorten
Er worden vier soorten tot dit geslacht gerekend. Ze komen allemaal voor in Centraal- of Oost-Azië.
- De Capricornis crispus (Japanse bosgems), komt voor op de eilanden  Honshu, Kyushu en Shikoku.
- De Capricornis rubidus (Rode bosgems)
- De Capricornis sumatraensis (Sumatraanse bosgems), de grootste van de zes soorten, leeft van Nepal tot Gansu en Sumatra tot Malakka.
- De Capricornis swinhoei (Taiwanese bosgems), komt alleen voor in Taiwan.

## Leefwijze
Net zoals een kleinere verwanten, de gorals, grazen bosgemzen op rotsachtige heuvels maar op een lagere hoogte dan de gorals. De bosgemzen zijn minder snel en wendbaar dan de gorals, maar kunnen net zo goed bergen beklimmen om zo aan roofdieren te ontkomen of om een schuilplek te vinden in de winter of een warme zomer. In tegenstelling tot de gorals, gebruiken bosgemzen de klier onder hun oog om hun territorium af te bakenen. Zowel de mannetjes als vrouwtjes hebben twee korte hoorns.